# 偃师商城遗址
偃师商城遗址，又名尸乡沟商城遗址，位于中国河南省洛阳市偃师区西，被认为是商朝早期都城西亳遗址。1983年发现，并于同年秋开始发掘，经过专家确认为商文化遗址。
城市平面呈长方形，城池修大城、内城及宫城三重城垣。大城南北长约1700余米，东西宽约1215米，总面积超过1.9平方公里。已发现七座城门。城墙顶宽14米，基部宽19米，现高2.3米。外侧有城濠。内城平面为长方形，南北长约1100米，东西宽约740米。城墙体宽6—7米，形制与大城相同，内城西墙、南墙与大城城墙重合。居中为宫城故址，平面近正方形，四周建约2米厚的土墙。周长约800多米，附近以约3米厚夯土墙相围，南为宫门，其中部为主殿基址，左右设配殿。附近宫殿以主殿为中心展开，设大型排水设施和池苑建筑。池苑主体为长方形，东西长约130米，南北宽约20米，深约1.5米。附近建沟渠连接护城河，形成独立水系。城市东北及西南处各建一小城，平面近方形，周长约200米。周围筑约2米厚的夯土围墙。城内有大量房屋和手工作坊遗迹。
偃师商城小城遗址入选1997年全国十大考古新发现。

## 图片
- 宫城区的池苑基址
- 池苑基址中的排水道遗迹